# جينيفر كوربت
جينيفر كوربت (بالإنجليزية: Jennifer Corbet)‏ هي مجدفة أمريكية، ولدت في 27 مايو 1965 في Jackson Hole ‏ في الولايات المتحدة.

## وصلات خارجية
- جينيفر كوربت على موقع الاتحاد الدولي للتجديف (الإنجليزية)
- جينيفر كوربت على موقع أوليمبيديا (الإنجليزية)